# Miliana (distrito)
Miliana é um distrito localizado na província de Aïn Defla, no norte da Argélia.[carece de fontes?] Sua capital é Miliana.

## Municípios
O distrito está dividido em dois municípios:
- Miliana
- Ben Allal